# Hoplitis sinuata
Hoplitis sinuata är en biart som först beskrevs av Pérez 1895.  Hoplitis sinuata ingår i släktet gnagbin, och familjen buksamlarbin. Inga underarter finns listade i Catalogue of Life.